# Kumage

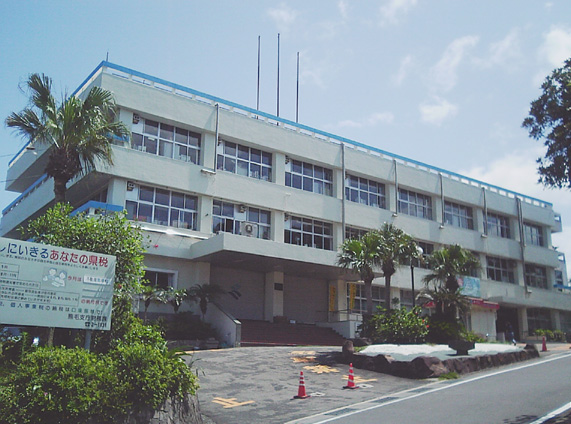
Het gebouw van de subprefecturale overheid in Nishinoomote

Kumage  (Japans: 熊毛支庁, Kumage-shichō) is een subprefectuur van de prefectuur Kagoshima, Japan. Kumage heeft een oppervlakte van 994,91 km² en had op 1 maart 2008 een bevolking van ongeveer 46.590 inwoners. De subprefectuur bevindt zich op de Osumi-eilanden. De hoofdstad is Nishinoomote. De subprefectuur werd opgericht in 1926.

## Geschiedenis
- 1889: Het huidige gebied van de subprefectuur valt onder de jurisdictie van de subprefectuur Ōshima. De gebieden werden voordien bestuurd door de overheden van het district Kumage en het district Gomu.
- 1897: Het district Gomu fuseert met het district Kumage.
- 1926: De subprefectuur Kumage wordt opgericht.

## Geografie
De administratieve onderverdeling is als volgt:

### Zelfstandige steden (市) shi
Er is één stad in de subprefectuur Kumage:
- Nishinoomote (hoofdstad)

### Gemeenten (郡 gun)
De gemeenten van Kumage, ingedeeld naar district:
| District | Gemeenten                         |
| -------- | --------------------------------- |
| Kumage   | Nakatane - Minamitane - Yakushima |

## Bestuur
Er bevindt zich een bureau van de subprefecturale overheid in Yakushima: 650 Anbō, Yakushima-machi, Kumage-gun, Kagoshime-ken.